# سیارک ۷۷۳۱۸
سیارک ۷۷۳۱۸ (به انگلیسی: 77318 Danieltsui، نامگذاری:2001FL86) هفتاد و هفت هزار و سیصد و هجدهمین سیارک کشف شده‌است که در ۲۷ مارس ۲۰۰۱ کشف شد.